# سمير صفير
سمير صفيّر ( 30 نوفمبر 1961 -) ملحن ومغني لبناني.

## حياته
توفي والده وهو في سن الرابعة واضطر لإعالة عائلته.
بترت اذنه اليمين في مصر بعد تعرضة لحادث في الفندق

### حياته الأسرية
متزوج من «ماري صفير»

## مشواره المهني
انطلاقته الفنية كانت بأغنية بعنوان «بلاش يا قلبي عذاب»، من ألحانه، عمل في التلحين، من خلال عقد عمل مع برنامج المواهب «ستوديو الفن»، وقدّم الألحان للمتخرجين والعديد من نجوم لبنان والعالم العربي، قام بإطلاق مجموعة الأغاني بصوته منها «الناس اجناس»، «زلزال»، «الرمز اللبناني»، «مالي صبر يا ناس» مع الفنان اللبناني عاصي الحلاني التي عام 1998 وحققا من خلالها نجاحاً واسعاً

### قضية إعتقاله في السعودية
انتقل للعيش بين جدة وبيروت بحكم عمله الخاص هناك، تم اعتقاله في أبريل من العام 2021 خلال تواجده في المملكة العربية السعودية لتلبية دعوة في الرياض قضاها في سجن الذهبان ثم نقل إلى سجن الشميسي لمدة شهر ونصف
وجرى التحقيق معه من قبل أربعة محققين وكان ذو طابع سياسي وقد تم سؤاله عن علاقته بالجناح العسكري لحزب الله وعلاقته مع الرئيس ميشال عون على خلفية تغريدة قديمة له اعتبر فيها أن «اتفاق مار مخايل حمى لبنان»، في إشارة إلى التحالف بين التيار العوني وحزب الله.
وقربه من التيار الوطني الحر ومواقفه المناهضة للسعودية والناقدة الحرب في اليمن السعودية، أفرج عنه بعد تدخل “رئيس الجمهورية ميشال عون والمدير العام للأمن العام اللواء عباس إبراهيم والأجهزة الأمنية ليعود إلى لبنان يوم الخميس 27 مايو2021
وصرح لدى وصوله أنه لم يتوقع أن يتم احتجازه في السعودية، ملمحاً إلى وجود تحريض عليه من داخل لبنان أدى إلى فتح ملفه في السعودية، قائلا "
.

## أعماله

### غناء
- زلزال، 2015 (كلمات: نزار فرنسيس وتلحين: سمير صفير وتوزيع: علي صفا)
- الناس أجناس، 2012
- بلاش يا قلبي عذاب
- زلزال
- الرمز اللبناني
- مالي صبر ياناس (مع عاصي الحلاني), 1998

### تلحين
- كليب "ودي يا بحر"، عاصي الحلاني
- نشيد القوات اللبنانية
- سحر عيوني، نانسي عجرم، 2003
- إنت إيه، نانسي عجرم، 2004
- أنا ياللي، نانسي عجرم، 2006
- نص الكون، نانسي عجرم، 2008
- يا كثر، نانسي عجرم، 2010
- مين ما عندو؟، نانسي عجرم، 2010
- شو عبالي، باسمة، 2005
- حكاية عاشق، وائل كفوري، 1999
- ليل ورعد وبرد وريح، كلمات: نزار فرنسيس، وائل كفوري، 1990
- عم فتّش، وائل كفوري، 1999
- كل ما بتشرق، وائل كفوري، 1999
- مين حبيبي أنا، وائل كفوري مع نوال الزغبي،1996
- حبك وجع، أليسا، 2004
- لو ما تيجي، أليسا، 2008
- مالي صبر، عاصي الحلاني، 1998
- يا ميمة، عاصي الحلاني، 1996
- يا ناكر المعروف، عاصي الحلاني، 1996
- واني مارق مرّيت، عاصي الحلاني، 1994
- كيد عزّالك، عاصي الحلاني، 2000
- عطر المحبة، عاصي الحلاني، 2001
- بالعربي، عاصي الحلاني، 2011
- اعطف حبيبي، أصالة، 2002
- مين حبيبي أنا، نوال الزغبي، التسعينات
- نص القلب، نوال الزغبي، التسعينات
- بيلبقلك، كليب "الي اتمنيته"، نوال الزغبي، 2001
- إنت مشيتي، ملحم زين، 2004
- بدّي حبّك، ملحم زين، 2006
- نامي عالهدى، ملحم زين، 2009
- أنا الإنسان، ديانا حداد، 1999
- وَيلي، ديانا حداد، 2004
- العمر ماشي، ديانا كرزون، 2005
- غلاك، ربيع الأسمر، 2004
- خد حرير،رامي عياش، 2001
- هي هي، رامي عياش، 2002
- سرّ العذاب، سعود أبو سلطان، 2005
- مش أنانية، ميريام فارس، 2008
- درب الهوى، دينا حايك، 2005
- بدّي حبيبي، دينا حايك، 2006
- حبيبي يا أمل بكرا، معين شريف، 2001
- يا أهل الخير، معين شريف، 2004
- محكمة التاريخ، معين شريف، 2004
- يا ناكرين الوفا، معين شريف، 2004
- ببلاد الغربة، ساندرا، 2007
- بعد إلّي صار، شهد برمدا، 2009
- خلص الوقت، سعد رمضان، 2009
- بين الناس، أحمد الشريف، 2005
- وتودّعنا، أحمد الشريف، 2005
- أنا عم فكّر، أحمد الشريف، 2009
- بدّي طير، أحمد الشريف، 2009
- بعيونك زعل، أمل حجازي، 2011
- حب مرتك بس، صباح
- قالولي شايفك حالك، صباح (أغنية في مسرحية)